# サレズ地震
サレズ地震（サレズじしん）は、1911年2月18日18時41分（UTC、現地時間では23時31分）に、当時ロシア帝国の一部であったタジキスタン東部のルション地区に位置するパミール高原中央部で発生した地震。表面波マグニチュードは 7.4 の規模、メルカリ震度階級はIX「破壊的」に相当する最大震度であったと推定されている。
この地震は大規模な地すべりを引き起こし、ムルガブ川（バルタン川）が堰き止められて世界一高い天然ダムであるウソイ・ダムが形成され、サレズ湖が生まれた。この地震と、それによって引き起こされた地すべりにより、多数の建物が破壊されて約100人の死者が出た。

## テクトニクスの状況
この地震の震央は、パミール高原中央部に位置していた。当地の山々は、北上するインドプレートがユーラシアプレートと大陸衝突を続けていることで形成されたヒマラヤ山脈の西端を成している。当地は活断層の影響を受けており、衝上断層と横ずれ断層の両方が見られる。1911年の地震が発生したのはヒンドゥークシュ山脈の地震多発地域で、マグニチュード7を超える地震が定期的に発生している場所であった。

## 特徴

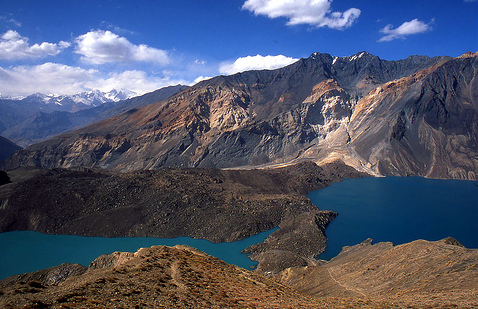
地震が引き起こした地すべりで形成されたウソイ・ダム。

### 地震
地震は2分間続き、本震の1時間後に余震があった。このイベントで放出されたエネルギーの推計は、地震波を地震計で記録した結果から推測された最初期の事例のひとつとなった。今日では、表面波マグニチュードは 7.4 から 7.6 であったと推定されている。この地震により、カラクル湖の湖水が東側の縁から溢れて流出し、後には分厚い氷だけが残された。

### 地すべり
この地震は、バルタン川、タニマス川、ムルガブ川の河谷のあちこちの斜面で、多数の地すべりを発生させた。中でも最大規模のものはムルガブ川を堰き止め、ウソイ・ダムを成してサレズ湖とシャダウ湖を生み出した。このウソイの地すべりは、推定で約 2 km3 の規模であった。このダムは世界で最も高く、約 600 m の高さがあり、湖には 17.5 km3 の水が溜まっている。この地すべりは、標高 4,500 m 級の山から始まり、現在の位置まで 1,800 m の標高差を下った。

## 被害
最も被害が甚大だった地域は、バルタン川沿いに西はバシド (Basid) から、東はムルガブ川沿いのサレズ (Sarez) に広がっており、さらにバルチディブ (Barchidiv)、ニスル (Nisur)、サグノブ (Sagnob)、ルクチ (Rukhch)、オロショル (Oroshor) といったキシュラク（村）にも及んでいた。ウソイの地すべりは、ウソイのキシュラクを完全に破壊した。この地震と地すべりによる死者数の推計は、90人から 302人までばらついている。

## その後
地すべりとサレズ湖の形成により、バルタン川上流部では、相当の規模で住民の移住が生じた。